# Encyocrypta kritscheri
Espèce
Encyocrypta kritscheri est une espèce d'araignées mygalomorphes de la famille des Barychelidae.

## Distribution
Cette espèce est endémique de Nouvelle-Calédonie. Elle se rencontre vers Farino.

## Description
Le mâle holotype mesure 16 mm.

## Étymologie
Cette espèce est nommée en l'honneur d'Erich Kritscher.

## Publication originale
- Raven & Churchill, 1991 : A revision of the mygalomorph spider genus Encyocrypta Simon in New Caledonia (Araneae Barychelidae). Zoologia Neocaledonica, vol. 2, Mémoires du Muséum National d'Histoire Naturelle de Paris, sér. A, vol. 149, p. 31-86.